# Volta a Aragó
La Volta a Aragó (en castellà Vuelta a Aragón) és una competició ciclista per etapes que es disputà a Aragó durant el mes d'abril.
La primera edició se celebrà el 1939, sent Antonio Andrés Sancho el primer vencedor, però no serà fins al 1965 quan es consolidi la prova. Entre el 2005 i el 2017 no es va disputar per problemes financers. El 2018 i 2019 es recuperà la cursa, però nous problemes econòmics van fer que deixés de disputar-se de cara al 2020. Leonardo Piepoli és el ciclista que més edicions ha guanyat, amb tres.

## Palmarès
| Any                     | Vencedor                 | Segon                   | Tercer                        |
| ----------------------- | ------------------------ | ----------------------- | ----------------------------- |
| 1939                    | Antonio Andrés Sancho    | Fermín Trueba           | Antoni Escuriet               |
| 1940-1953. No disputada |                          |                         |                               |
| 1954                    | Francesc Alomar          | Jesús Loroño            | Miquel Poblet                 |
| 1955-1964. No disputada |                          |                         |                               |
| 1965                    | Josep Pujol              | Bernard Labourdette     | Ramon Pagès                   |
| 1966                    | Salvador Canet           | José Gómez Lucas        | Vicente López Carril          |
| 1967                    | José Luis Uribezubia     | Alain Perrot            | José María Beltrán            |
| 1968                    | José Manuel Abellán      | Enrique Sanchidrian     | Enrique Sahagún               |
| 1969                    | Jesús Manzaneque         | José Martínez Esterlich | Antoni Cerdà Tarongí          |
| 1970                    | Luis Pedro Santamarina   | Jesús Manzaneque        | José Antonio González Linares |
| 1971                    | Ramón Sáez               | Juan Silloniz           | Antonio Gómez del Moral       |
| 1972. No disputada      |                          |                         |                               |
| 1973                    | Jesús Manzaneque         | Vicente López Carril    | Javier Elorriaga              |
| 1974                    | Javier Elorriaga         | Carlos Melero           | Antonio Jiménez Luján         |
| 1975                    | Agustín Tamames          | José Martins            | Pedro Torres                  |
| 1976                    | Javier Elorriaga         | Jesús Manzaneque        | Roger Rosiers                 |
| 1977                    | José Nazábal             | Félix Suárez            | Meinrad Vogele                |
| 1978                    | Jesús Suárez Cuevas      | Andrés Oliva            | Felipe Yáñez                  |
| 1979                    | Roque Moyá               | Jesús Hiniesto          | Francisco Javier Cedena       |
| 1980                    | Faustino Fernández Ovies | Isidro Juárez           | Ángel López del Álamo         |
| 1981                    | Antoni Coll Pontanilla   | Juan Fernández Martín   | Francisco Albelda             |
| 1982                    | Carlos Hernández Bailo   | Eddy Vanhaerens         | Jan Jonkers                   |
| 1983                    | Pedro Delgado            | Josep Recio             | Julián Gorospe                |
| 1984                    | Josep Recio              | Ángel Arroyo            | Pello Ruiz Cabestany          |
| 1985                    | Josep Recio              | Carlos Hernández Bailo  | Jørgen-Vagn Pedersen          |
| 1986                    | Stefan Joho              | Mathieu Hermans         | Jörg Müller                   |
| 1987                    | Anselmo Fuerte           | Ángel Arroyo            | Raimund Dietzen               |
| 1988                    | Francisco Mauleón        | Mathieu Hermans         | Janusz Kuum                   |
| 1989                    | Iñaki Gastón             | Roberto Torres          | Carlos Hernández Bailo        |
| 1990                    | Nico Emonds              | Iñaki Gastón            | Benny van Brabant             |
| 1991                    | Edgard Corredor          | Giuseppe Petito         | Andrea Chiurato               |
| 1992                    | Luis Herrera             | Piotr Ugriúmov          | Laurent Bezault               |
| 1993                    | Alfonso Gutiérrez        | Peter de Clercq         | Melcior Mauri                 |
| 1994                    | Marino Alonso            | Melcior Mauri           | José Luis Rodríguez           |
| 1995                    | Fernando Escartín        | Aitor Garmendia         | Laudelino Cubino              |
| 1996                    | Melcior Mauri            | Aitor Garmendia         | Juan Carlos Domínguez         |
| 1997                    | Aitor Garmendia          | Mikel Zarrabeitia       | Abraham Olano                 |
| 1998                    | Aitor Garmendia          | Daniel Clavero          | Íñigo Cuesta                  |
| 1999                    | Juan Carlos Domínguez    | José María Jiménez      | Leonardo Piepoli              |
| 2000                    | Leonardo Piepoli         | Aitor Garmendia         | Bingen Fernández              |
| 2001                    | Juan Carlos Domínguez    | Roberto Heras           | Aleksandr Shefer              |
| 2002                    | Leonardo Piepoli         | Aleksandr Shefer        | Aitor Osa                     |
| 2003                    | Leonardo Piepoli         | Gilberto Simoni         | Manuel Beltrán                |
| 2004                    | Stefano Garzelli         | Denís Ménxov            | Leonardo Piepoli              |
| 2005                    | Rubén Plaza              | Luis Pérez              | Charles Wegelius              |
| 2005-2017. No disputada |                          |                         |                               |
| 2018                    | Jaime Rosón              | Javier Moreno           | Mikel Bizkarra                |
| 2019                    | Eduard Prades            | Evgeny Shalunov         | Rein Taaramäe                 |